# Station Sarre-Union
Station Sarre-Union is een spoorwegstation in de Franse gemeente Sarre-Union in het departement Bas-Rhin. Het ligt op km 18 van de lijn Berthelming - Sarreguemines, maar enkel het deel naar Sarreguemines is nog in exploitatie met treinen van de TER Alsace en de TER Lorraine.
Het oorspronkelijke stationsgebouw uit 1872 werd gedynamiteerd in 1944. Een nieuw werd ingehuldigd in 1963, waarvan de loketten gesloten werden in 1993 en de rest in 2007. Samen met het feit dat eind 1999 het traject naar Sarrebourg werd vervangen door een busdienst, maakt dat het nog slechts een terminushalte is.